# ウズベキスタンの空港の一覧
ウズベキスタンの空港の一覧。

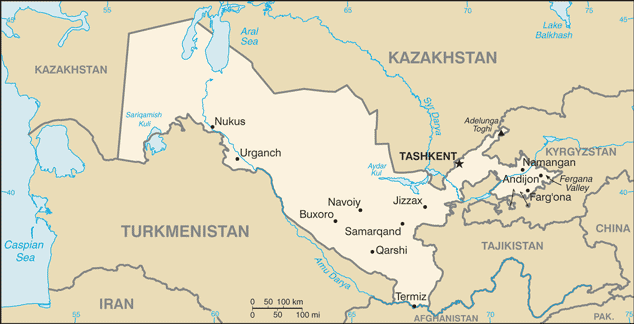
ウズベキスタンの地図

ウズベキスタンは12の州と1つの自治共和国、そして1つの特別市にわかれている。それぞれの州には最低1つずつ空港がある。

## 空港
太字は民間機が発着している空港を示す。
| 所在都市       | 州                       | ICAO | IATA | 空港名                                  | 位置座標                                                           |
| -------------- | ------------------------ | ---- | ---- | --------------------------------------- | ------------------------------------------------------------------ |
| アンディジャン | アンディジャン州         | UTKA | AZN  | アンディジャン空港                      | 北緯40度43分40秒 東経072度17分38秒 / 北緯40.72778度 東経72.29389度 |
| ウチュクドゥク | ナヴォイ州               | UTSU |      | ウチュクドゥク空港                      | 北緯42度04分59秒 東経063度26分57秒 / 北緯42.08306度 東経63.44917度 |
| ウルゲンチ     | ホラズム州               | UTNU | UGC  | ウルゲンチ国際空港                      | 北緯41度35分03秒 東経060度38分30秒 / 北緯41.58417度 東経60.64167度 |
| カルシ         | カシュカダリヤ州         | UTSL | KSQ  | カルシ空港 / カルシ・ハナバード空軍基地 | 北緯38度50分01秒 東経065度55分17秒 / 北緯38.83361度 東経65.92139度 |
| サマルカンド   | サマルカンド州           | UTSS | SKD  | サマルカンド国際空港                    | 北緯39度42分02秒 東経066度59分02秒 / 北緯39.70056度 東経66.98389度 |
| ザラフシャン   | ナヴォイ州               | UTSN | AFS  | ザラフシャン空港                        | 北緯41度36分49秒 東経064度13分58秒 / 北緯41.61361度 東経64.23278度 |
| サリアシヤ     | スルハンダリヤ州         | UTSR |      | サリアシヤ空港                          | 北緯38度24分38秒 東経067度56分43秒 / 北緯38.41056度 東経67.94528度 |
| タシュケント   | タシュケント州           | UTTT | TAS  | タシュケント国際空港                    | 北緯41度15分28秒 東経069度16分52秒 / 北緯41.25778度 東経69.28111度 |
| テルメズ       | スルハンダリヤ州         | UTST | TMJ  | テルメズ空港                            | 北緯37度17分12秒 東経067度18分36秒 / 北緯37.28667度 東経67.31000度 |
| トゥルトクル   | カラカルパクスタン共和国 | UTNT |      | トゥルトクル空港                        | 北緯41度34分30秒 東経060度58分00秒 / 北緯41.57500度 東経60.96667度 |
| ナヴォイ       | ナヴォイ州               | UTSA | NVI  | ナヴォイ国際空港                        | 北緯40度07分04秒 東経065度10分30秒 / 北緯40.11778度 東経65.17500度 |
| ナマンガン     | ナマンガン州             | UTFN | NMA  | ナマンガン空港                          | 北緯40度59分04秒 東経071度33分24秒 / 北緯40.98444度 東経71.55667度 |
| ヌクス         | カラカルパクスタン共和国 | UTNN | NCU  | ヌクス空港                              | 北緯42度29分18秒 東経059度37分23秒 / 北緯42.48833度 東経59.62306度 |
| フェルガナ     | フェルガナ州             | UTKF | FEG  | フェルガナ国際空港                      | 北緯40度21分32秒 東経071度44分42秒 / 北緯40.35889度 東経71.74500度 |
| ブハラ         | ブハラ州                 | UTSB | BHK  | ブハラ国際空港                          | 北緯39度46分30秒 東経064度29分00秒 / 北緯39.77500度 東経64.48333度 |
| モイナク       | カラカルパクスタン共和国 | UTNM |      | ムイナク空港                            | 北緯43度45分19秒 東経059度01分51秒 / 北緯43.75528度 東経59.03083度 |